# Mazaeras castrensis
Mazaeras castrensis är en fjärilsart som beskrevs av Rothschild 1917. Mazaeras castrensis ingår i släktet Mazaeras och familjen björnspinnare. Inga underarter finns listade i Catalogue of Life.